# 엥스뷘
엥스뷘(스웨덴어: Ängsbyn)은 스웨덴 스코네주 회르(Höör) 자치지방에 있는 마을(småort)이다.